# Коронавірусна хвороба 2019 у Суринамі
Епідемія коронавірусної хвороби 2019 у Суринамі — це поширення пандемії коронавірусної хвороби 2019 на територію Суринаму. Перший випадок у країні зареєстровано 13 березня у столиці країни Парамарібо в особи, яка повернулась з Нідерландів за тиждень до цього. 3 квітня в країні зареєстровано першу смерть від коронавірусної хвороби. 3 травня всі 9 зареєстрованих до цього випадків хвороби одужали.
18 травня виявлено 11-й випадок хвороби в країні.

## Хронологія

### Березень 2020 року
2 березня припинено рух по трасі між Гаяною та Суринамом. Спочатку рух по трасі припинили на тиждень, але пізніше призупинення руху продовжено на невизначений термін.
Суринам вважався країною ризику щодо поширення епідемічних хвороб через слабку систему охорони здоров'я. 3 березня Джеррі Слійнггард з Національного координаційного центру з питань надзвичайних ситуацій заявив, що він не впевнений, чи зможе країна впоратися з масовою спалахом хвороби: «Якщо ми говоримо про двох або трьох людей, ми можемо це впоратись, але про сотню або тисячу — це вже інший футбол».
13 березня віце-президент Суринаму Ашвінд Адхін повідомив про виявлення першого випадку коронавірусної хвороби в країні в особи, яка прибула до країни за кілька днів до тестування з Нідерландів. Унаслідок цього Суринам оголосив про закриття кордонів країни та призупинення міжнародного авіасполучення з 14 березня.
16 березня для запобігання поширення хвороби в країні закриті всі учбові заклади.
24 березня посол Франції в Суринамі Антуан Жолі став восьмим випадком хвороби в Суринамі. Оскільки він знаходився в задовільному стані, 29 березня його перевезли до Каєнни у Французькій Гвіані, де його направили до карантину.
28 березня президент країни Дезі Баутерсе повідомив про запровадження часткового локдауну та запровадження комендантського часу. Ці заходи підтримали марони та корінне населення (індіанці) Суринаму. Зокрема, Боно Веланті, гранман (найвищий вождь) племені ндюка, наказав членам племені залишатися вдома. Альберт Абойконі, найвищий вождь сарамаків, направив звукове повідомлення до інших вождів щодо дотримання карантинних заходів. Іпомаді Пеленапін, верховний вождь племені Ваяна, оголосив про закриття від відвідувань їх поселень. Асоціація вождів поселень корінних народів у Суринамі оголосила про власні заходи боротьби з поширенням COVID-19.

### Квітень 2020 року

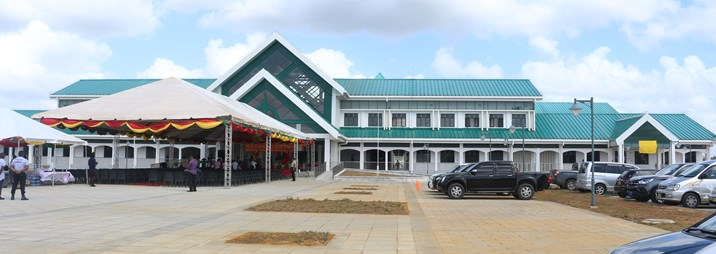
Обласна лікарня Ваніка

2 квітня з лікарні виписали трьох хворих після дворазового тестування на коронавірус. Вони повинні були залишатися на домашньому карантині ще протягом тижня. Проведено 274 тестування на коронавірус, включно всім медичним працівникам.
Міністр торгівлі, промисловості та туризму країни Стефан Цанг попередив про важкі часи, що чекають країну. Країна вже опинилася у фінансовій кризі, а рейтингове агентство «Standard & Poor's» надало країні рейтинг CCC +, тобто сміттєвий.
3 квітня повідомлено про першу смерть від коронавірусної хвороби в Суринамі. Померлим став чоловік першого випадку хвороби. На той день у країні було зареєстровано 10 випадків хвороби. Перший спалах хвороби охопив 5 осіб, 2 з яких приїхали з Аруби. Один із прибулих з-за меж країни інфікував двох осіб. 30 наявних у країні апаратів штучної вентиляції легень розподілили по лікарнях, і вже 16 березня співробітники лікарні Святого Вінценція поскаржились на відсутність засобів для адекватного лікування хворих на COVID-19.
6 квітня в обласній лікарні «Ваніка» в Лелідорпі було відкрито спеціалізоване відділення для лікування хворих COVID-19. Лікарня «Ваніка» на той час була найновішою лікарнею Суринаму, яка була відкрита лише 7 лютого на початку цього року. У цій лікарні спочатку до відправки до Французької Гвіани лікувався посол Франції в Суринамі Антуан Жолі. Лікарня «Ваніка» також буде використовуватися для карантину осіб з підозрою на коронавірусну хворобу або прибулих з-за кордону.
Міжнародна академія Суринаму оголосила, що всі екзамени будуть відбуватися в Інтернеті, а прогрес студентів буде відстежуватися за допомогою дистанційної освіти.
7 квітня посол Франції Антуан Жолі одужав від COVID-19. Троє хворих, виписаних з лікарні 2 квітня, були офіційно оголошені незаразними. Міністр з соціальних питань та житлово-комунального господарства Андре Місієкаба заявив, що Суринам ще не потребує використання коштів з надзвичайного фонду, але пакунки з продуктами харчування доставлені та розподілені серед жителів 100 сіл у внутрішніх районах країни.
8 квітня Національні збори схвалили закон про надзвичайний стан у країні у зв'язку з епідемією COVID-19. Надзвичайний стан буде діяти протягом трьох місяців, якщо Національні збори не продовжить термін дії ще на три місяці. Того ж дня група компаній «Alibaba Group» подарувала міністерству охорони здоров'я Суринаму два апарати штучної вентиляції легень, 30 тисяч масок та 2 тисячі тестів на коронавірус.
9 квітня Європейський Союз оголосив виділення гранту в розмірі 8 мільйонів євро для Агентства охорони здоров'я Карибського басейну на боротьбу з епідемією коронавірусної хвороби. Суринам є одним з 24 членів цього агентства.
11 квітня президент Дезі Баутерсе потрапив під критику, відвідавши велике зібрання правлячої партії у Флорі, де не дотримувався соціального дистанціювання, не зважаючи на звернення до нації 10 квітня, де він закликав дотримуватися соціального дистанціювання. 13 квітня Баутерсе вибачився за свою поведінку.
13 квітня ще двоє хворих визнані одужалими. Населення країни стикнулося зі значним ростом цін на більшість товарів. Підвищення цін було пов'язане не тільки з пандемією COVID-19, але й погіршилось унаслідок прийняття 24 березня закону про валюту, згідно якого платежі в іноземній валюті стали незаконними.
16 квітня в країні розпочались навчальні телепередачі для школярів, оскільки не було відомо, коли розпочнеться навчання в школах. Представник міністерства охорони здоров'я Міноух Бромет заявив, що здоровим особам не має необхідності носити маску, оскільки в Суринамі не зареєстровано жодного випадку внутрішньої передачі вірусу.
17 квітня особи, які повернулись до країни авіарейсом з Маямі 2 квітня, були виписані з карантину після перевірки їх стану здоров'я. 41 особу цього дня помістили на карантин. 20 квітня Джеррі Слійнггард заявив, що група осіб, які ще перебували в карантині, намагалися незаконно перетнути кордон.
20 квітня Клеопатра Джессурун, медичний директор міністерства охорони здоров'я, повідомила, що останні три хворих коронавірусною хворобою в країні перебувають у задовільному стані, та будуть виписані з карантину після того, як у них двічі підтвердиться негативний тест на коронавірус.
23 квітня організація «Medische Zending» закрила свою амбулаторію в Гоніні-Крикімофо. Один з їх співробітників контактував з одним із 9 випадків, виявлених 22 квітня у Гран-Санті у Французькій Гвіані. Інші амбулаторії в східній частині округу Сипалівіні були відкриті лише для невідкладних випадків та надання допомоги при пологах, в інших випадках надавалися лише консультації по телефону. «Medische Zending» повідомила 25 квітня, що вона направляє епідеміологічну групу до Гоніні-Крикімофо, яка проведе скринінг та тестування всього населення місцевості. Французькі органи охорони здоров'я мали провести те саме на іншому березі річки. Клініка в Гоніні-Крикімофо відкрилася 30 квітня. За повідомленням засобів масової інформації двоє співробітників були здоровими, а клініку продезінфікували. Обстежено місцеве корінне населення, випадків хвороби не виявлено. 13 травня французька служба охорони здоров'я повідомила, що протягом двох тижнів у Гранд-Санті не було нових випадків хвороби.
29 квітня ще одного хворого виписали з лікарні після того, як у нього двічі зареєстровано негативний аналіз на коронавірус. Ця особа буде офіційно оголошена здоровою після ще одного негативного тестування протягом тижня. Також повідомлено, що один хворий все ще перебував у лікарні «Ландс госпітал».

### Травень 2020 року
2 травня видання «Star Nieuws» повідомило, що останнього хворого коронавірусною хворобою виписали з лікарні «Ландс госпітал» після дворазового негативного тесту на коронавірус. Хворий, якому було поставлено діагноз 13 березня, ще офіційно не визнаний здоровим. На 1 травня у країні проведено загалом 532 тестування.
3 травня Суринам офіційно оголошений вільним від коронавірусу. Команда з боротьби з надзвичайними ситуаціями нагадала всім жителям країни, що важливо зберігати настороженість, і що ситуація на кордоні все ще викликає занепокоєння. Щоб гарантувати відсутність COVID-19, зразки біоматеріалу передавали в Інститут Пастера в Каєнні. Директор суринамського Інституту Пастера Мірдад Казанджі пояснив, що обидві лабораторії надсилають зразки біоматеріалів одна одній для контролю якості.
5 травня Світовий банк надав Суринаму 412 тисяч доларів США для придбання необхідних медичних засобів для боротьби з надзвичайною ситуацією, спричиненою пандемію COVID-19.
9 травня президент країни оголосив про зменшення часу дії комендантської години з 23:00 до 05:00, починаючи з 10 травня. Карантин на річках Маровейне, Лава та Тапанахоні зменшений з 18:00 до 06:00. Заплановано програму економічної підтримки, заплановано відновлення навчання в школах з 1 червня.
11 травня уряд оголосив про запровадження програми економічної підтримки. Для допомоги населенню країни та бізнесу було зарезервовано 400 мільйонів суринамських доларів. 12 травня компанія «Huawei» подарувала країні 1000 планшетів для онлайн-навчання.
13 травня міністерство фінансів оголосило програму зміни оподаткування для утримання робочих місць на підприємствах.
18 травня виявлено 11-ий випадок хвороби в нелегального іммігранта, якого разом із 9 іншими особами затримали поблизу міста Ньїв-Амстердам.
21 травня президент країни повідомив, що частковий локдаун у країні буде призупинено 24 і 25 травня у зв'язку з майбутніми виборами, а пізніше локдаун буде відновлено 26 травня. Внутрішні авіарейси в країні будуть дозволені з 22 травня.
25 травня в країні проведені загальні вибори, незважаючи на триваючу епідемію хвороби.
28 травня виявлено новий випадок хвороби в особи, яка повернулася з Французької Гвіани до Албіни.
30 травня виявлено ще два випадки хвороби. В обох випадках джерело інфікування досі не виявлено. Епідеміологічну групу направили до округу Маровейне для проведення епідеміологічного розслідування. Для запобігання подальшого поширення хвороби призупинено внутрішні авіарейси, а міст у Столкерцівері був закритий. Окружний комісар Івонн Пінас з Бовена в окрузі Сарамакка була однією з осіб, у кого виявлено позитивний тест на коронавірус.
31 травня о 18:00 селище Клааскрік було ізольоване, оскільки воно було населеним пунктом, де голосувала Івонна Пінас. Кількість активних випадків зросла до 23. Початково названа кількість активних випадків 24 була помилковою, і пізніше виправлена.

### Червень 2020 року
1 червня президент Дезі Баутерсе оголосив, що знову запроваджується частковий локдаун з 18:00 до 06:00, і що будуть скасовані всі послаблення карантинних заходів.
3 червня віцепрезидент країни Ашвін Адхін оголосив про повний локдаун з 18:00 4 червня до 06:00 12 червня. Уряд попросив жителів країни залишатися вдома. Супермаркети, пекарні, заправні станції та інші життєво необхідні заклади будуть працювати з 08:00 до 17:00.
5 червня в Ньїв-Якобкондре та навколишніх селах запроваджено карантин. Інші села в глибині також обстежені на наявність випадків коронавірусної хвороби.
6 червня керівник служби безпеки країни та голова комітету з боротьби з поширенням COVID-19 Даніель Вієйра оголосила про запровадження повного локдауну з понеділка 8 червня по 21 червня, оскільки м'який локдаун не дав ефекту.
8 червня людей випускали на вулицю лише за системою, заснованою на черговості прізвищ. Повідомляється про другу смерть жінки, яка померла в обласній лікарні Ваніка. Президент країни повідомив про призупинення дії системи реєстрації транспортних засобів у країні.
11 червня було оголошено, що Джеррі Слійнггард, який входить до групи управління з боротьби з поширенням COVID-19, та є директором Національного координаційного центру з надзвичайних ситуацій, отримав позитивний результат тесту на COVID-19. З 24 нових випадків хвороби 11 зареєстровані в селі на кордоні з Бразилією Сипалівіні.
12 червня зареєстровано третю смерть від COVID-19. Хворий помер удома, і оскільки в нього були характерні симптоми COVID-19, йому провели посмертний тест.
14 червня уряд Суринаму звернувся за допомогою до уряду Нідерландів. Конкретні деталі прохання залишились невідомими, але для надання допомоги Суринаму мали бути залученні вихідці з країни, які проживають у Нідерландах. Організації суринамців розпочали збір коштів для боротьби з епідемією хвороби як у Нідерландах, так і в Суринамі.
19 червня породілля, якій був виставлений діагноз COVID-19, народила здорового сина.
20 червня повідомлено, що локдаун буде зменшений у часі з 21:00 до 05:00, починаючи з 21 червня.
27 червня кількість випадків хвороби в країні зросла на 76. Більшість випадків були виявлені під час проведення тестування на південному сході Суринаму компанією «Medische Zending», що призвело до збільшення виявлення хвороби у більшості сіл.

### Липень 2020 року
1 липня у Пауля Сомохарджо, голови партії «Пертджаджа Лухур» і коаліційного партнера нового уряду, підтверджений позитивний тест на COVID-19. Його доставили до Академічної лікарні Парамарібо ввечері 30 червня. Чан Сантохі, Грегорі Русланд та Ронні Брансвік пішли на карантин, оскільки вони тривалий час зустрічались із Сомохарджо, обговорюючи з ним склад нового уряду. Ймовірно ще низка політиків вимушені були піти на карантин. Альберт Рамдін у інтерв'ю виданню «De Ware Tijd» сказав, що формування уряду та обрання нового президента та віце-президента триватиме, хоча деякі домовленості та процедури будуть змінені. І в Русланд, і в Брунсвіка тест на COVID-19 був позитивним, а в Сантохі тест був негативним.
2 липня засідання Національних зборів, яке мало відбутися цього дня, було перенесено на 6 липня. У тогочасний президента Дезі Баутерсе тестування на коронавірус було негативним. Як запобіжний захід також були протестовані всі члени Національних зборів країни.
3 липня заступник голови Національних зборів Дев Шарман повідомив, що президентські вибори відбудуться не раніше 10 липня. Президентські вибори відбулись 13 липня.
30 медичних працівників з Нідерландів зголосились допомогти у боротьбі з поширенням коронавірусної хвороби в Суринамі. Перші 7 з них виїхали до країни 3 липня. Усі вони мають досвід роботи з хворими на COVID-19.
5 липня повідомлено, що 83 співробітники золоторудних копалень Розебел захворіли на COVID-19. Вже три тижні цих робітників утримують зачиненими в шахтах, і незрозуміло, коли має закінчитися їх карантин.
З 6 липня навчальні заклади можуть поновити навчання на майбутній навчальний рік. Школи у Східному Суринамі залишаться закритими, а в селах буде продовжено локдаун у зв'язку з тим, що на цій території зафіксований кластер COVID-19, зокрема в районі від Стоельмансейланда до Антоніо-ду-Брінко.
17 липня новий міністр охорони здоров'я Амар Рамадхін повідомив про запровадження змін публікації статистичних даних щодо епідемії коронавірусної хвороби, публікація відтоді відбувалась один раз на день о 20:00 за місцевим часом.
20 липня в Стоельмансейланді мали відкритися карантинний центр та ізолятор. У період з 11 по 15 липня медична група проводила тести в населених пунктах між Стоельмансейландом та Дітабікі, і в 23 з 32 обстежених осіб виявлено позитивний результат тестування на коронавірус та симптоми хвороби.
25 липня президент Чан Сантокі повідомив про запровадження додаткових заходів у боротьбі з поширенням коронавірусної хвороби у зв'язку зі збільшенням кількості випадків хвороби: обов'язкове носіння масок для обличчя на відкритому повітрі, дотримання відстані принаймні 1,5 метра між людьми, регулярне проведення дезінфекції рук.

### Серпень 2020 року
11 серпня президент Чан Сантохі оголосив про запровадження низки нових заходів, серед яких обов'язкове носіння масок для обличчя, зменшення часу роботи ресторанів, та заборона збиратися групам з 5 осіб чи більше осіб, крім роботи, навчання, релігійних та поховальних церемоній. Загальнодержавна комендантська година встановлена з 21:00 до 5:00 щодня до 23 серпня.
19 серпня міністр охорони здоров'я Амар Рамадхін заявив журналістам, що морг регіональної лікарні Ваніка вже заповнений до максимуму, та критикував людей, які продовжували ігнорувати карантинні заходи, запровадженні для стримування поширення коронавірусної хвороби.

### Жовтень 2020 року
1 жовтня в школах країни розпочався новий навчальний рік із застосуванням заходів для запобігання поширення хвороби.

## Заходи боротьби з епідемією
4 червня 2020 року запроваджено частковий локдаун з 4 червня 18:00 до 12 червня 06:00. Повний локдаун запроваджено з 8 по 21 червня. Жителів країни допускатимуть на вулицю лише в певні дні залежно від їх прізвища.
З неділі, 21 червня 2020 року, в Суринамі запроваджено насупні заходи:
- Повний локдаун з 21:00 до 05:00.[86] 6 липня повний локдаун встановлено з 22:00 до 05:00.[105] З 26 липня по 10 серпня повний локдаун встановлений з 21:00 до 05:00.[102]
- Готелі, казино, церкви, спортивні центри та інші громадські заклади залишаються закритими. Інші заклади можуть знову відкритись.[86] Починаючи з 6 липня, можуть відкритися знову всі заклади з дотриманням заходів соціальної дистанції.[105] З 26 липня по 10 серпня громадські заклади знову закрито.[102]
- Ресторанам дозволено працювати лише на винос.[86]
- Внутрішній транспорт у країні може працювати з певними обмеженнями.[86]
- Дозволено лише обмежене відвідування літніх людей.[86]
- Запроваджено надзвичайний стан. Уряд вирішив використати пусті будівлі та офіси для використання як карантинних закладів.[34]
- Зупинено громадський транспорт.[106] З 6 липня громадський транспорт може поновити роботу відповідно до протоколу охорони здоров'я.[105]
- Заборона збиратися групами більш ніж 5 осіб.[72]
- Навчальні заклади знову відкрилися 6 липня для проведення екзаменів.[98]
- З 26 липня по 10 серпня запроваджується обов'язкове носіння масок.[102]

У Східному Суринамі запроваджено локдаун, він ізольований від решти країни, зокрема район від Стоельмансейланда до Антоніо-ду-Брінко.

### Початкові заходи
До 4 червня в Суринамі діяли наступні заходи боротьби з поширенням коронавірусної хвороби:
- Кордони країни, аеропорти та морські порти[106] закриті для пасажирського сполучення.[2] Авіаперельоти в межах Суринаму дозволені з 22 травня.[64] Пізніше внутрішні авіарейси в Суринамі знову заборонені з 31 травня.[67]
- Усі школи закриті.[10]
- Заборонено збиратися групами більше 10 осіб.[106] Починаючи з 10 травня заборонено збиратися групами більше 50 осіб.[59] Починаючи з 2 червня заборонено збиратися групами більше 5 осіб.[72]
- Комендантська година початково запроваджена з 20:00 до 06:00.[13] З 10 травня комендантська година діяла з 23:00 до 05:00, а в районах річок Маровейне, Лава та Тапанахоні з 18:00 до 06:00.[59] З 2 червня комендантська година встановлена з 18:00 до 06:00.[72]
- Карантин на дому більше не встановлюється для нових випадків хвороби.[107]
- Запроваджено надзвичайний стан. Уряд вирішив збільшити кількість місць у лікарнях та карантинних центрах за рахунок пустих будівель та офісів.[34]
- Громадський транспорт зупинено.[106]
- Підприємства, включаючи готелі та спортивні комплекси, можуть знову відновити свою діяльність з 15 травня за умови дотримання ними вимог соціальної дистанції.[108] Станом на 22 травня ринки та казино можуть знову відкритися.[109] Обмеження відновлені з 2 червня.[72]

## Репатріація
Закриття кордонів спочатку викликало занепокоєння як серед іноземців, які знаходились на території Суринаму, так і суринамців за кордоном. Суринам є колишньою колонією Нідерландів, і нідерландська мова є офіційною мовою країни, й між двома країнами завжди є великий рух людей.
Початково Суринам дозволив проведення кількох репатріаційних авіарейсів, включно рейси до Нідерландів, але рівень інфікування на борту літаків та виявлення двох випадків хвороби в прибулих авіарейсом з Аруби викликали занепокоєння.
3 квітня було заплановано репатріацію групи громадян Нідерландів, які опинились у Суринамі, проте з літаком виникла проблема, в результаті якої він прибув на день пізніше. Після прибуття до Нідерландів їх розмістили у двох готелях, де вони потрапили на карантин, оскільки громадяни Нідерландів з Гаяни летіли з ними одним рейсом.
7 квітня керівник управління національної безпеки Суринаму Даніель Вієйра повідомила, що репатріація суринамців з-за кордону поки що відкладена. Також повідомлено, що більше не буде застосовуватися домашній карантин, оскільки частина хворих продовжували виходити з дому, не зважаючи на карантин.
Станом на 9 квітня налічувалося 893 людей, які потребували репатріації, з яких 603 перебували в Нідерландах, а 88 — у США. Загалом у Суринам на той день було репатрійовано 513 людей з-за кордону.
14 квітня Даніель Вієйра зв'язалася з правником Айрін Лальджі, яка представляла 100 громадян Суринаму, що опинились у Нідерландах, щоб повідомити їй, що уряд готується призначити перший репатріаційний рейс протягом тижня, та розширює мережу карантинних закладів.
15 квітня повідомлено, що група з 40 громадян Тринідаду і Тобаго, які перебували в Суринамі, опинилася у скрутній ситуації. 33 особи з цієї групи були найняті на роботу національною нафтовою компанією «Staatsolie». Незважаючи на численні контакти з консульством Тринідаду і Тобаго та КАРІКОМ, їх репатріація не планувалася. 30 квітня вилетів зафрахтований літак, який повернув їх на батьківщину.
Перший репатріаційний рейс з Амстердама до Парамарибо був запланований на 19 квітня. 20 квітня до країни доставлено перших 200 репатрійованих. Даніель Вієйра наголосила, що їх після повернення направлено на карантин у готелі «Вавилон» та «Роял Тораріка», та на еко-курорті. 21 квітня літак повернув на батьківщину нідерландців, які опинились у Суринамі.
24 квітня Клеопатра Джессурун заявила, що чотири тіла нещодавно померлих в Нідерландах не можуть бути доставлені в Суринам. Двоє з чотирьох померли від COVID-19. У країні також знаходилась група кубинців без коштів для існування, розглядалась можливість репатріаційного рейсу.
4 травня повідомлено про наступний етап репатріації: 6 травня: Белен, 7 травня: Гаяна, 8 травня: друга група з 220 осіб у Нідерландах. Рейс до Белену був перенесений на 7 травня, щоб бразильці, які опинилися в Суринамі без коштів на існування, змогли потрапити на рейс. 15 травня організований рейс до Індії.
15 травня 11 з 23 громадян Індії були репатрійовані на батьківщину. Тим, хто все ще знаходився в ізоляції, доведеться зв'язатися з посольством країни.
Після 15 травня репатріаційні польоти призупинені, що зокрема було пов'язано з тим, що в карантині на той час знаходилось 576 осіб.

## Кордони країни
Суринам межує з Французькою Гвіаною по річці Мароні. Між двома країнами немає мосту, і переправа через кордон відбувається на поромі між Албіною та Сен-Лоран-дю-Мароні. 11 квітня Суринам та Франція оголосили про запровадження спільних заходів щодо запобігання незаконному переходу через річку Мароні, та створили контактний центр в Албіні та Сен-Лоран-дю-Мароні. 13 квітня префект Французької Гвінеї мобілізував армію для охорони кордону по річці на всій його довжині. 15 квітня голову політичної партії «Новий Вітер» і колишнього консула у Французькій Гвінеї Джона Самуеля повернули назад, коли він намагався незаконно переправитися через річку, щоб відвідати свою сім'ю. 30 квітня запрацювала система посиленого контролю кордону по річках на східному кордоні, зокрема Мароні, Лава і Тапанахоні. Через річки буде дозволено переправлятися транспорту організацій та закладів, діяльність яких є життєво необхідною, проте особам, які незаконно перетнули річковий кордон, доведеться пробути в карантин терміном 14 днів. З 2 травня заборонено використання річкових земснарядів для видобування золота. До цього влада Французької Гвіани скаржилася на збільшення кількості незаконних золотошукачів.
Суринам межує з Гаяною по річці Корантейн, а міжкордонний рух відбувається на поромі між Ньїв-Ніккері та Корривертоном в Гаяні. На той час ще лише планувалося будівництво мосту між Апоерою та Ореаллою в Гаяні. 21 квітня Суринам і Гаяна погодились дозволити законну торгівлю через річку Корантейн, оскільки припинення торгівлі призвело до дефіциту продовольства та палива в селах Ореалла та Сіпарута. Проте для більшості людей кордон залишився закритим.
Кордон Суринаму з Бразилією встановлений бразильсько-нідерландським договором про кордони, і він переважно проходить у непрохідних тропічних лісах, до нього можна дістатися через райони, заселені марунами та індіанцями, деякі з яких є де-юре автономними, зокрема ндюка. Виявлення родовищ золота у цій місцевості призвело до незаконного перетину кордону та появу самовільно збудованих сіл у прикордонній зоні. Міжнародні наркокартелі також використовують малонаселені території для своєї діяльності.

## Антикризовий менеджмент
У січні 2020 року була створена національна група реагування на надзвичайні ситуації в охороні здоров'я, яка розпочала розробку плану реагування на можливе поширення епідемії на території Суринаму, на чолі з медичним директором міністерства охорони здоров'я Клеопатрою Джессурун. Центральна лабораторія міністерства охорони здоров'я у співпраці з Панамериканською організацією охорони здоров'я розпочала розробку системи тестування на коронавірус, яка була завершена 5 лютого, та розпочала підготовку медичних працівників. Тестування також проводились у медичній мікробіологічній лабораторії академічної лікарні Парамарібо.
У березні 2020 року кабінет міністрів призначила керівну групу з боротьби з поширенням COVID-19 під керівництвом медичного директора міністерства охорони здоров'я Клеопатри Джессурун, до якої також входили директор Управління національної безпеки полковник Даніель Вієйра; директор Національного координаційного центру з питань ліквідації наслідків стихійних лих Джеррі Слійнгард; представники міністерств освіти; науки та культури; торгівлі та промисловості; громадських робіт, транспорту та зв'язку; оборони; юстиції та поліції; регіонального розвитку; закордонних справ; фінансів; сільського господарства, тваринництва та рибальства; міністерства соціальних питань та житлового будівництва; представник бюро охорони здоров'я та представники кількох лікарень.
Для ефективної протидії поширенню COVID-19 та мінімізації негативних наслідків епідемії для громадського здоров'я, безпеки та економіки уряд Суринаму застосував статтю 72c конституції країни, де описується про порядок запровадження виняткового стану та права громадян у період виняткового стану, а парламент ухвалив закон про надзвичайний стан у зв'язку з епідемією COVID-19.
Стаття 2 цього закону дозволила створити групу з боротьби з кризовою ситуацією внаслідок епідемії COVID-19 на чолі з віцепрезидентом Суринаму Ашвіном Адхіном, до складу якої входили наступні члени, призначені президентом Суринаму Дезі Баутерсе: директор управління національної безпеки полковник Даніель Вієйра, директор міністерства юстиції та поліції, медичний директор міністерства охорони здоров'я Клеопатра Джессурун, директор національного координаційного центру з питань ліквідації наслідків стихійних лих Джеррі Слійнгард, голова національної лікарняної ради, голова комітету з боротьби з епідеміями (створюється під наглядом бюро громадського здоров'я і складається з двох епідеміологів та двох спеціалістів з громадського здоров'я), два суринамські інфекціоністи та клініцист.
Закон про винятковий стан також дозволив створити парламентську кризову комісію, керівником якої була призначена Дженніфер Саймонс. Комісія повинна була бути проінформована про запроваджені урядові заходи боротьби з поширенням хвороби, та має повноваження проводити обов'язкові рішення щодо цих заходів через парламент щодо дотримання положень закону про винятковий стан. 10 липня 2020 року дію цього закону подовжено на 1 місяць. Ронні Брунсвейк замінив Ашвіна Адхіна на чолі групи боротьби з кризовими ситуаціями.
Після загальних виборів у Суринамі 2020 року 16 липня 2020 року було замінено керівництво команди з боротьби з поширенням COVID-19. Даніель Вієйра та Джеррі Слійнггард пішли у відставку, а боротьбою з поширенням COVID-19 більше не буде керувати директор служби національної безпеки.. Новий міністр охорони здоров'я Амар Рамадхін став новим директором керівної групи з боротьби з поширенням COVID-19. Ронні Брунсвейк був призначений членом парламентської групи. Медичну команду очолила колишній директор з питань громадського здоров'я Мартеліза Еерсель. Медичні спеціалісти залишились у команді.

## Вакцинація
Суринам отримує вакцини проти COVID-19 за програмою COVAX, яка надала країні вакцину компанії «AstraZeneca». У березні 2021 року Суринам отримав 50 тисяч доз вакцини з Індії на знак дружби між країнами. У середині квітня вакцина в країні закінчилася, а на початку травня Суринам звернувся за допомогою до Нідерландів. 15 травня 2021 року Нідерланди надали Суринаму 700 тисяч доз вакцини проти COVID-19. Цієї кількості вакцини достатньо для вакцинації всього дорослого населення в Суринамі.